# Vrouwezijp
De Vrouwezijp, Vrouwenzief of Frohen Siffe is een beek in de gemeente Kerkrade in de Nederlandse provincie Limburg. De beek ligt ten noorden van Abdij Rolduc, ten oosten van Rolduckerveld en ten zuiden van het Berenbos. Het stroomt vanaf de bron in oostwaartse richting naar de Worm.
De beek wordt naast de eigen bron ook gevoed door een klein beekdalletje zo'n 200 meter zuidelijker, waar verschillende vijvers het water deels vasthouden.
Op de noordflank van de beek lag in de Romeinse tijd de Romeinse villa Rolduc met grafveld.